# انولا هولمز (فیلم)
انولا هولمز (انگلیسی: Enola Holmes) یک فیلم انگلیسی–آمریکایی در ژانر ماجراجویی و معمایی به نویسندگی جک تورن و کارگردانی هری بردبایر است که براساس اولین نسخه از مجموعه کتاب‌هایی با همین نام اثر نانسی اسپرینگر به رشته تحریر درآمده است. میلی بابی براون در نقش اصلی و همچنین یکی از تهیه‌کننده‌های فیلم، در کنار هنری کویل، سم کلفلین، لوئیس پارتریج، عدیل اختر، فیونا شاو، فرانسیس د لا تور و هلنا بونهام کارتر از بازیگران اصلی این فیلم هستند.
این فیلم در ابتدا برای اکران در سینما توسط برادران وارنر پیکچرز برنامه‌ریزی شده بود اما حقوق پخش فیلم توسط نتفلیکس به دلیل دنیاگیری کووید-۱۹ گرفته شد. انولا هولمز در ۲۳ سپتامبر ۲۰۲۰ منتشر شد. این فیلم نقدهای مثبتی از سوی منتقدان دریافت کرد و آنها عملکرد براون را تحسین کردند. این فیلم به یکی از پربیننده‌ترین فیلم‌های اصلی نتفلیکس تبدیل شد و تخمین زده می‌شود که ۷۶ میلیون خانواده این فیلم را در چهار هفتهٔ اول اکران آن تماشا کرده باشند. دنباله‌ای به نام انولا هولمز ۲ در ۴ نوامبر ۲۰۲۲ توسط نتفلیکس منتشر شد.

## خلاصهٔ داستان
انولا هولمز کوچک‌ترین خواهر خانوادهٔ معروف هولمز است. او فوق‌العاده باهوش، ملاحظه‌گر و بینا است و هنجارهای اجتماعی زنان آن زمان را به چالش می‌کشد. مادرش یودوریا همه چیز از شطرنج گرفته تا جوجیتسو را به او آموخته و او را تشویق کرده‌است که اراده قوی داشته باشد و مستقل فکر کند. در شانزدهمین سالگرد تولدش، انولا از خواب بیدار می‌شود و متوجه می‌شود که مادرش ناپدید شده‌است و فقط چند هدیه تولد را پشت سر گذاشته‌است. یک هفته بعد، او با برادرانش مایکرافت و شرلوک در ایستگاه قطار دیدار می‌کند، اگرچه آنها در ابتدا او را نمی‌شناسند، زیرا سال‌هاست که او را ندیده‌اند. شرلوک می‌داند که او باهوش است، در حالی که مایکرافت او را مشکل‌ساز می‌نامد و قصد دارد او را به مدرسه‌ای که توسط خانم هریسون خشن اداره می‌شود، بفرستد. کارت‌های گل به جا مانده از مادرش پیام‌هایی مخفی را نشان می‌دهد و منجر به پول مخفی می‌شود، که انولا از آن برای فرار به عنوان یک پسر مبدل استفاده می‌کند. در قطار، ویسکانت توکسبری جوان را در یک کیف مسافرتی پنهان می‌یابد. او فکر می‌کند که او یک آدمک نیست، اما به او هشدار می‌دهد که مردی با کلاه قهوه‌ای (به نام لینتورن) در قطار به دنبال او است. لینتورن متعاقباً توکسبری را پیدا کرده و سعی در کشتن او دارد و منجر به پریدن او و انولا از قطار برای فرار می‌شود. توکسبری بدون داشتن هیچ غذایی، گیاهان خوراکی و قارچ‌ها را جستجو می‌کند. آنها به لندن سفر می‌کنند و راه خود را از هم جدا می‌کنند. انولا که در لباس یک بانوی ویکتوریایی مناسب ظاهر شده‌است، به ردیابی یودوریا ادامه می‌دهد و پیام‌های رمزآلود در تبلیغات شخصی روزنامه‌ها به جا می‌گذارد. انولا جزوه‌ها و انباری حاوی مواد منفجره را کشف می‌کند و می‌فهمد که یودوریا بخشی از یک گروه رادیکال سوفراژت است. او توسط لینتورن مورد حمله قرار می‌گیرد که او را برای کسب اطلاعات در مورد توکسبری شکنجه می‌دهد و سعی می‌کند او را در آب خفه کند. آنها دعوا می‌کنند، اما او مواد منفجره را در انبار آتش می‌زند و فرار می‌کند. انولا تصمیم می‌گیرد تا جستجوی مادرش را متوقف کند و در عوض دوباره توکسبری را پیدا کند و قصد دارد او را نجات دهد زیرا فکر می‌کند او قادر به دفاع از خود نیست. او برای کسب اطلاعات بیشتر از املاک توکسبری در Basilwether Hall بازدید می‌کند. در همین حال، مایکرافت بازرس لسترید از اسکاتلند یارد را مجبور می‌کند که به دنبال انولا بگردد. انولا، توکسبری را در حال فروش گل در کاونت گاردن می‌یابد و به او از خطر هشدار می‌دهد. با بردن او به اقامتگاهش، توسط لسترید دستگیر می‌شود و توسط مایکرافت در مدرسه شبانه‌روزی خانم هریسون زندانی می‌شود. شرلوک با او ملاقات می‌کند و اعتراف می‌کند که تحت تأثیر هوش و ذکاوت او قرار گرفته‌است. توکسبری پنهانی وارد مدرسه می‌شود و آنها با هم فرار می‌کنند و ماشین موتور خانم هریسون را می‌دزدند. آن‌ها به دوشاخه‌ای در جاده می‌رسند و انولا به جای بازگشت به لندن، تصمیم می‌گیرد که باید به تالار بازیلوتر بروند و با عموی توکسبری، که به نظر او می‌خواست او را بکشد، روبرو شوند. املاک به ظاهر متروک است، اما لینتورن آنها را کمین می‌کند و با یک تفنگ ساچمه‌زنی شلیک می‌کند. انولا با استفاده از یک حرکت جوجیتسو به او ضربه می‌زند و باعث آسیب کشنده به سر او می‌شود. مادربزرگ توکسبری به عنوان پیمانکار لینتورن آشکار می‌شود. او به عنوان یک سنت‌گرای سرسخت، نمی‌خواست او جای پدرش را در مجلس اعیان بگیرد و به لایحهٔ اصلاحات رأی دهد. او به سینهٔ نوه‌اش شلیک می‌کند، اما او به لطف یک بشقاب زرهی که زیر لباسش پنهان کرده بود زنده می‌ماند. شرلوک به اسکاتلندیارد می‌رسد و لسترید از او دو سؤال می‌پرسد: اول اینکه چگونه توانست پرونده را حل کند و دوم اینکه خواهرش چگونه ابتدا آن را حل کرد. انولا با توکسبری خداحافظی اشک‌آلودی دارد. او پیامی را در یک روزنامه پیدا کرده و رمزگشایی می‌کند، اما نتیجه می‌گیرد که آن پیام توسط مادرش ارسال نشده‌است. در محل ملاقات، شرلوک و مایکرافت دربارهٔ انولا بحث می‌کنند و شرلوک پیشنهاد می‌کند که سرپرست او شود. آنها تصمیم می‌گیرند که بروند اما شرلوک متوجه سرنخی می‌شود و ترجیح می‌دهد به دنبال انولا نگردد. در تمام مدتی که آن‌ها آنجا بودند، انولا به شکل یک روزنامه‌فروش مبدل شده بود و آن‌ها تماشا می‌کرد. انولا با بازگشت به اقامت‌گاه خود، مادرش را در آنجا که در انتظار انولا است می‌یابد. آن‌ها یکدیگر در آغوش می‌گیرند، و یودوریا توضیح می‌دهد که چرا باید می‌رفت، و چرا باید دوباره برود، اما او تحت‌تاثیر آنچه که انولا شده‌است، قرار می‌گیرد. انولا آزادی و هدف خود را یافته‌است، او یک کارآگاه و معمایاب روح‌های گمشده است.

## بازیگران
- میلی بابی براون در نقش انولا هولمز
- هنری کویل در نقش شرلوک هولمز
- سم کلفلین در نقش مایکرافت هولمز
- هلنا بونهام کارتر در نقش یودوریا هولمز
- لوئیس پارتریج در نقش تیوکسبری
- فیونا شاو در نقش خانم هریسون
- عدیل اختر در نقش بازرس لستراد
- فرانسیس د لا تور در نقش مادربزرگ تیوکسبری
- سوزان ووکوما در نقش ایدث مارگارت گرود
- بورن گورمن در نقش لینثورن